# Biserica „Acoperământul Maicii Domnului” din Corotna
Biserica „Acoperământul Maicii Domnului” este o biserică amplasată în Corotna, Unitățile Administrativ-Teritoriale din Stînga Nistrului, Republica Moldova. Este un monument arhitectural de importanță națională inclus în Registrul monumentelor Republicii Moldova ocrotite de stat cu nr. 1319 (raionul Slobozia). Datează din sec. XIX.